# Béret vert (Légion étrangère)
Pour les articles homonymes, voir Béret vert.

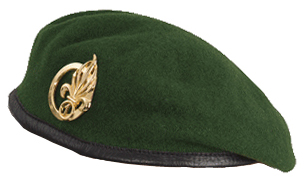
Béret vert de la Légion étrangère

Attribué officiellement en 1949 aux 1er, 2e et 3e bataillons étrangers de parachutistes (BEP) créés en 1948, le béret vert mal accepté au début surtout au 1er BEP devient en 1957 la coiffure officielle de tous les régiments étrangers de parachutistes (1er REP, 3e BEP, 2e REP). En 1959, il devient la coiffure de repos et d'exercice de toutes les unités de la Légion étrangère dans l'Armée de terre française porté même en opérations.
Le béret se porte avec l'insigne à droite comme dans le reste de l'armée de terre. Il ne faut pas le confondre avec celui des commandos marine, d'un vert plus foncé, et qui le portent à gauche en souvenir de leur origine au sein du 4e commando britannique, où étaient intégrés les Français des forces françaises libres (FFL)[réf. nécessaire].
À noter qu'auparavant, le béret vert était exclusivement porté au 7e Régiment de chasseurs d'Afrique (par héritage des chantiers de jeunesse). Ce béret a été également porté par la 13e DBLE de 1943 à 1946.

## Insignes de béret
Pour la quasi-totalité des unités de la Légion, le béret est orné de la grenade à sept flammes dont la couleur diffère en fonction de l'unité : les régiments héritiers des unités à pied portent une grenade dorée tandis que les héritiers des unités montées (1er REC et 2e RECE) portent un insigne argenté.
En revanche, le 2e REP, comme l'ensemble des Unités TAP métropolitaines, porte l'insigne général créé en 1946. Cet insigne représente un dextrochère tenant un glaive pointe en haut. Contrairement à une mauvaise légende, il ne représente pas saint Michel puisque à la date de la création de cet insigne saint Michel n'était pas encore le Protecteur des Parachutistes.
Actuellement et depuis 1987, le numéro ou les initiales de l'unité sont généralement rappelés au centre de la bombe située à la base de la flamme.
Les insignes actuellement en usage dans la Légion étrangère ont été créés en 1987 à l'initiative du général Le Corre, commandant la Légion étrangère (COMLE). S'inspirant d'un ancien insigne du 1er REC, ils sont les suivants :
- Commandement de la Légion étrangère : bombe pleine sans chiffre (la couleur de l'insigne est fonction de l'arme d'origine des officiers)
- 1er régiment étranger : insigne doré à bombe vide avec le chiffre 1
- 1er régiment étranger de cavalerie : insigne argenté à bombe vide avec le chiffre 1
- 1er régiment étranger de génie : insigne doré à bombe pleine avec le chiffre 1
- 2e régiment étranger d'infanterie : insigne doré à bombe vide avec le chiffre 2
- 2e régiment étranger de génie : insigne doré à bombe pleine avec le chiffre 2
- 2e régiment étranger de parachutistes : dextrochère ailé argenté
- 3e régiment étranger d'infanterie : insigne doré à bombe vide avec le chiffre 3
- 4e régiment étranger : insigne doré à bombe vide avec le chiffre 4
- 13e demi-brigade de Légion étrangère : insigne doré à bombe vide avec le chiffre 13
- Détachement de Légion étrangère de Mayotte : bombe pleine sans inscription
- Groupement du recrutement de la Légion étrangère : insigne doré à bombe avec l'inscription GRLE sur deux lignes

## Différents types d'insignes
Évolution de l'insigne
Trois types d'insignes se sont succédé :

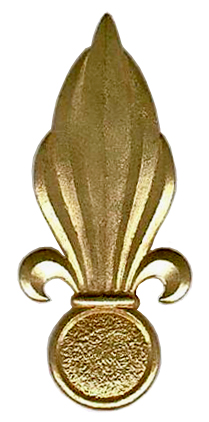
Type 1
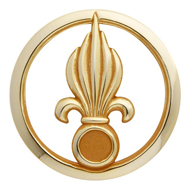
Type 2

Quelques particularités
Pour le 2e RE, le second type de l'insigne se distingue de ceux de la même époque. Le cercle est remplacé par un fer à mulet symbolisant les compagnies montées de la Légion étrangère :

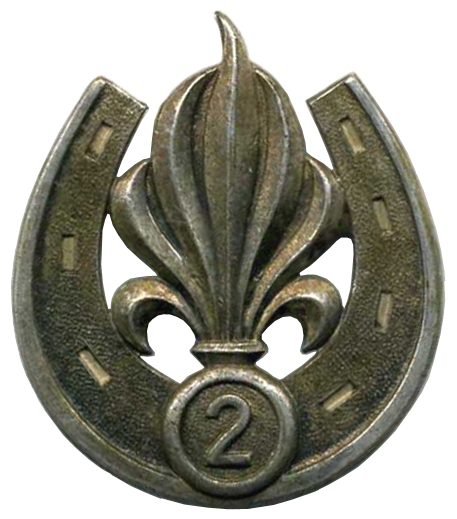
2e RE Type 2

Les compagnies sahariennes de la Légion étrangère ont porté l'insigne des unités sahariennes. Puis, la 1re Compagnie a fait réaliser un insigne spécifique.

Les insignes de type 3
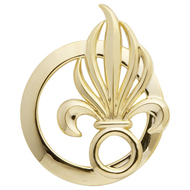
COMLE
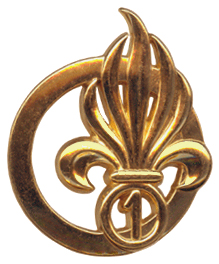
1er RE
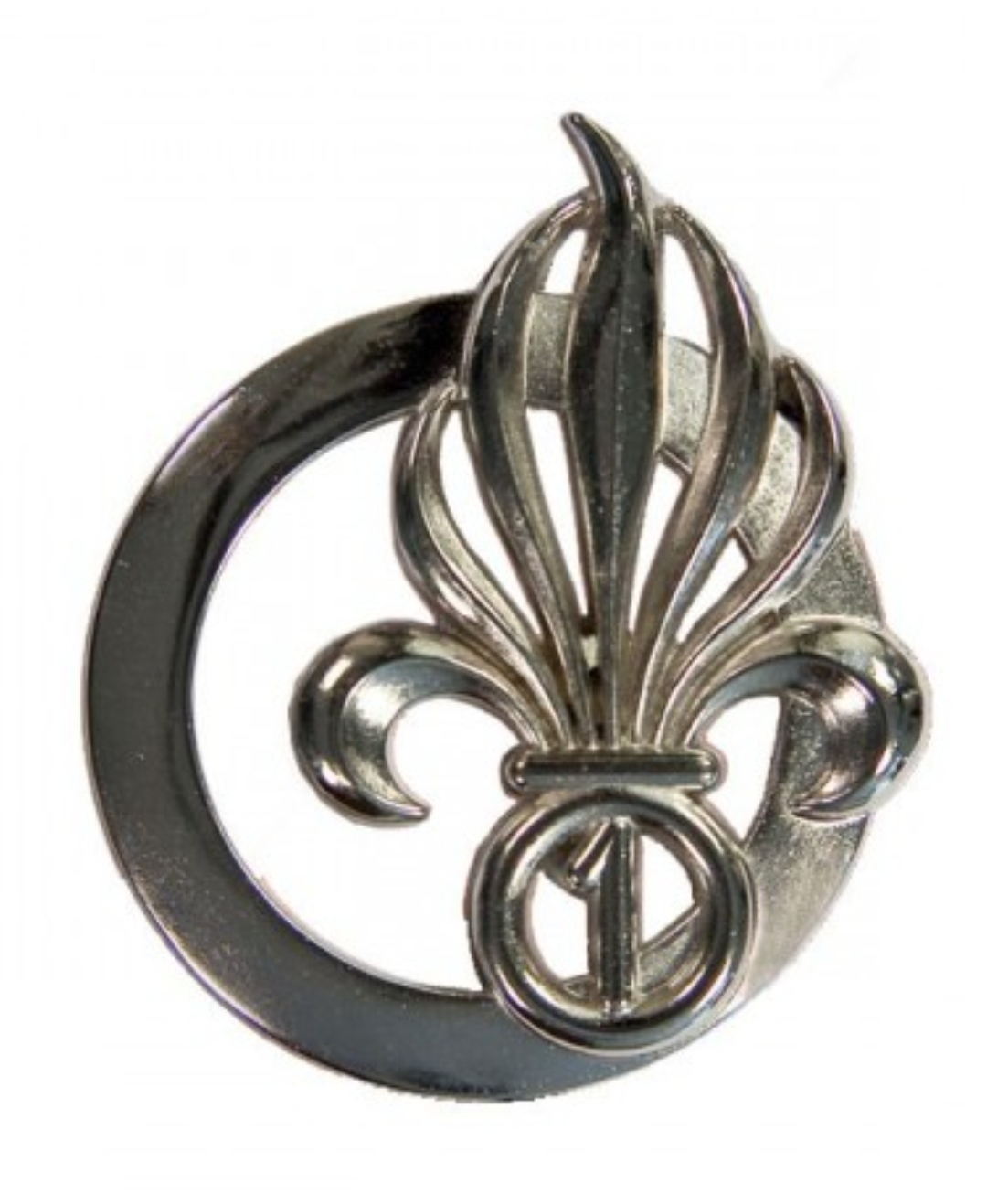
1er REC
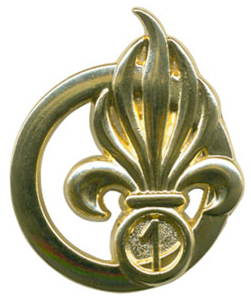
1er REG
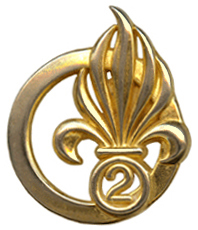
2e REI
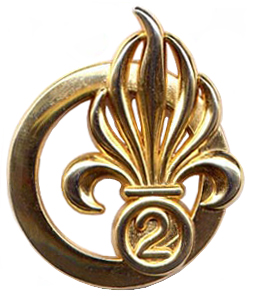
2e REG
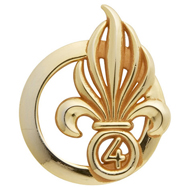
4e RE
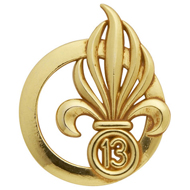
13e DBLE
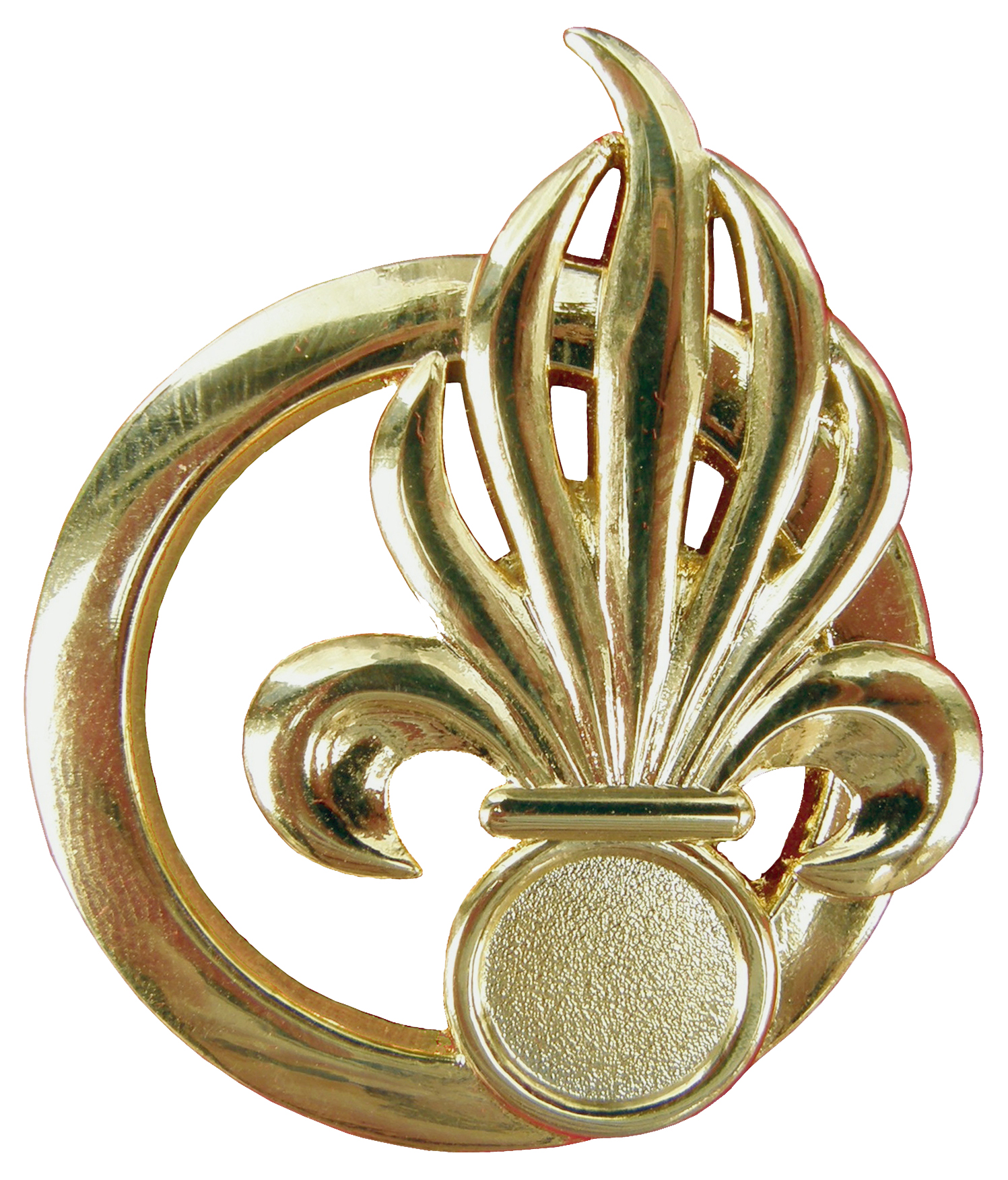
DLEM
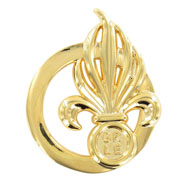
GRLE